# VEIN
VEIN ist ein Klaviertrio des Modern Jazz aus Basel, Schweiz. Die von der Kritik in einer Reihe mit großen Namen genannte Combo wurde 2005 gegründet und hat bis 2022 14 Alben vorgelegt. 

## Geschichte
Das international auftretende Trio besteht aus Michael Arbenz (Piano), Thomas Lähns (Kontrabass) und Florian Arbenz (Schlagzeug). VEIN tritt auch häufig mit Gastsolisten wie David Liebman (u. a. im Sunset Paris 2010), Greg Osby (u. a. im Jazzkeller Frankfurt 2008) und Glenn Ferris auf. In einer Konzertkritik von Ulrich Olshausen wird erwähnt, dass Osby 2008 in der Band so „kongenial aufgehoben wie nirgends sonst“ erscheine.
Bis zur Corona-Krise gab Vein bis zu 60 Konzerte im Jahr. Auch bescherte das Trio dem Jazzfestival Basel laut Basler Zeitung immer wieder künstlerische Höhepunkte, etwa in der Zusammenarbeit mit der Basel Sinfonietta.

## Diskografie
- Vein (metarecords 2006)[5]
- VEIN Meets Glenn Ferris (2006)
- Standards no Standards (2007)
- Outstage (metarecords 2008)
- On Stage (Suisa 2010, Live-Aufnahme, nominiert für die Bestenliste des Preis der deutschen Schallplattenkritik).
- VEIN Plays Porgy and Bess (Unit, 2011)
- Vein feat. Dave Liebman - Lemuria (Unit, 2012)
- VOTE for VEIN - Three People Can't Be Wrong (Unit, 2013)
- VEIN feat. Greg Osby – The Studio Concert (2015)
- Vein feat. Dave Liebman - Jazz Talks (Unit, 2015)
- The Chamber Music Effect (Unit, 2016)
- Plays Ravel (Double Moon, 2017, mit Andy Sheppard sowie Martial In Al-bon, Florian Weiss, Nils Fischer, Noah Arnold)[6]
- VEIN feat. Norrbotten Big Band Symphonic Bop (Double Moon 2019)[7]
- Our Roots (2022)